# Одинцов, Михаил Васильевич
Михаи́л Васи́льевич Одинцо́в (27 октября 1879, село Усолье, Тельминский уезд, Иркутская губерния — 11 февраля 1965, Иркутск) — советский учёный, декан педагогического факультета и профессор Иркутского государственного университета, профессор Иркутского государственного педагогического института, член Поместного собора 1917 года.

## Биография
Родился в семье бухгалтера солеваренного завода.
Окончил Усольское начальное училище (1890), Иркутское духовное училище (1894), Иркутскую духовную семинарию (1900) и Московскую духовную академию со степенью кандидата богословия (1904).
Преподаватель богословия (1904–1918), латинского (1905–1906), французского (1905–1908) и еврейского (1905–1914) языков, секретарь правления (1906), инспектор (1914–1915) Иркутской духовной семинарии.
Одновременно преподаватель истории и географии в Иркутской учительской семинарии (1904–1905), истории литературы и педагогики в частной женской гимназии А. М. Григорьевой (1905–1914), председатель её педсовета (1907).
Один из основателей «Иркутских общедоступных курсов» и преподаватель литературы в средней школе при них (1907–1920). Коллежский советник (1909).
Обвенчан с Марией Константиновной Турицыной (1909). Их дети: Михаил (член-корреспондент АН СССР) и Мария.
Секретарь, хранитель музея (1913) и член правления (1917) Церковно-исторического и археологического общества при Иркутской духовной семинарии.
Член совета, затем товарищ председателя (1914) Свято-Духовского Братства вспомоществования недостаточным воспитанникам семинарии, духовный цензор в консистории (1915), редактор неофициальной части «Иркутских епархиальных ведомостей», делегат Всероссийского законоучительского съезда (1917).
В 1917 году член Поместного собора Православной российской церкви по избранию как мирянин от Иркутской епархии, участвовал в 1-й сессии, член II, XIII отделов.
В 1917–1920 годах преподаватель в иркутском реальном училище.
Одновременно с 1918 года профессор по кафедре философии, с 1921 года преподаватель истории этики на факультете общественных наук, с 1924 года замдекана и в 1926–1929 годах декан педагогического факультета Иркутского государственного университета.
С 1931 года профессор, заведующий кафедрой педагогики Иркутского государственного педагогического института, член бюро секции научных работников Восточно-Сибирского края.
В 1938 году арестован и в 1940 году по ст. 58-7, 58-9 приговорен к 5 годам ссылки в Чкаловскую область.
В 1941 году научный сотрудник по педагогике кабинета средней школы Института усовершенствования учителей в городе Чкалов (Оренбург).
В 1942 году районный школьный инспектор и в 1943 году преподаватель литературы в средней школе села Илек.
С 1943 г. заведующий кафедрой педагогики, логики и психологии, с 1944 года профессор Иркутского государственного университета. Одновременно преподаватель по кафедре психологии Иркутского государственного педагогического института и в областной партийной школе.
С 1956 года снова профессор по кафедре философии Иркутского государственного университета.
По характеристике ректора, «в своей педагогической деятельности проявил себя как убежденный сторонник марксистско-ленинского философского материализма».
С 1957 года на пенсии.
Похоронен на Радищевском кладбище.

## Награды
- Орден Святого Станислава 3-й (1909) и 2-й (1916) степени.
- Орден Святой Анны 3-й степени (1913).
- Медаль «За доблестный труд в Великой Отечественной войне» (1946).

## Сочинения
- Вопросы теории познания и логики в воззрениях Н. А. Герцена и В. Г. Белинского.; Логика как общеобразовательный предмет в системе высшего образования.; Проблемы умственного образования в русской и современной педагогике; Письма родственникам // ГА Иркутской обл. Ф. Р-2731. Оп. 1.
- Письма к П. Д. Войтику // ГА Новосибирской обл. Ф. Р-15. Оп. 1.
- Признавал ли Кант бытие вещей в себе? // Вера и разум. 1903. № 11–12.
- Чтения о вере // Иркутские епархиальные ведомости. 1907. № 12–14.
- Поэзия Гоголя, ее общий характер и значение // Иркутские епархиальные ведомости. 1909. № 9–13.
- Религия и богословие // Иркутские епархиальные ведомости. 1911. № 12, 19.; 1912. № 1.
- Речь; Основные вопросы религии // Иркутские епархиальные ведомости. 1912. № 3. С. 48–52; № 5, 7/8, 11, 13–14, 16–17.
- Философия религиозного действия. Серен Керкегор // Русская мысль. 1912. № 10.
- О религии. Иркутск, 1913.
- Нравственные основы жизни по учению христианства // Иркутские епархиальные ведомости. 1913. № 1, 14, 24; 1914. № 2, 6–7.
- Победа Креста Христова над миром // Иркутские епархиальные ведомости. 1914. № 19.
- О необходимости религиозного жизнепонимания // Иркутские епархиальные ведомости. 1916. № 2, 4.
- Педагогический факультет Иркутского государственного университета // Иркутский государственный университет, 1918–1921, сб. ко дню трехлетия существования университета. Иркутск, 1921.
- Педагогическая проблема; Очерк истории народного образования в Сибири // Сб. трудов профессоров и преподавателей ИГУ. Вып. 9. Иркутск, 1925.
- Против извращений марксизма-ленинизма в педагогике // Культурный фронт. 1932. № 2.
- Воспитание в семье и школе // Известия Иркутского педагогического института. 1935. Вып. 2.
- К вопросу о воспитывающем обучении. Опыт постановки проблемы // Советская педагогика. 1937. № 2.
- Умственное образование // Советская педагогика. 1938. № 7.
- Как подготовить и прочитать лекцию. Иркутск, 1959.